# Upasträd
Upasträd (Antiaris toxicaria) är en mullbärsväxtart. Antiaris toxicaria ingår i släktet Antiaris och familjen mullbärsväxter.

## Underarter
Arten delas in i följande underarter:
- A. t. macrophylla
- A. t. toxicaria
- A. t. welwitschii
- A. t. africana
- A. t. usambarensis

## Bildgalleri

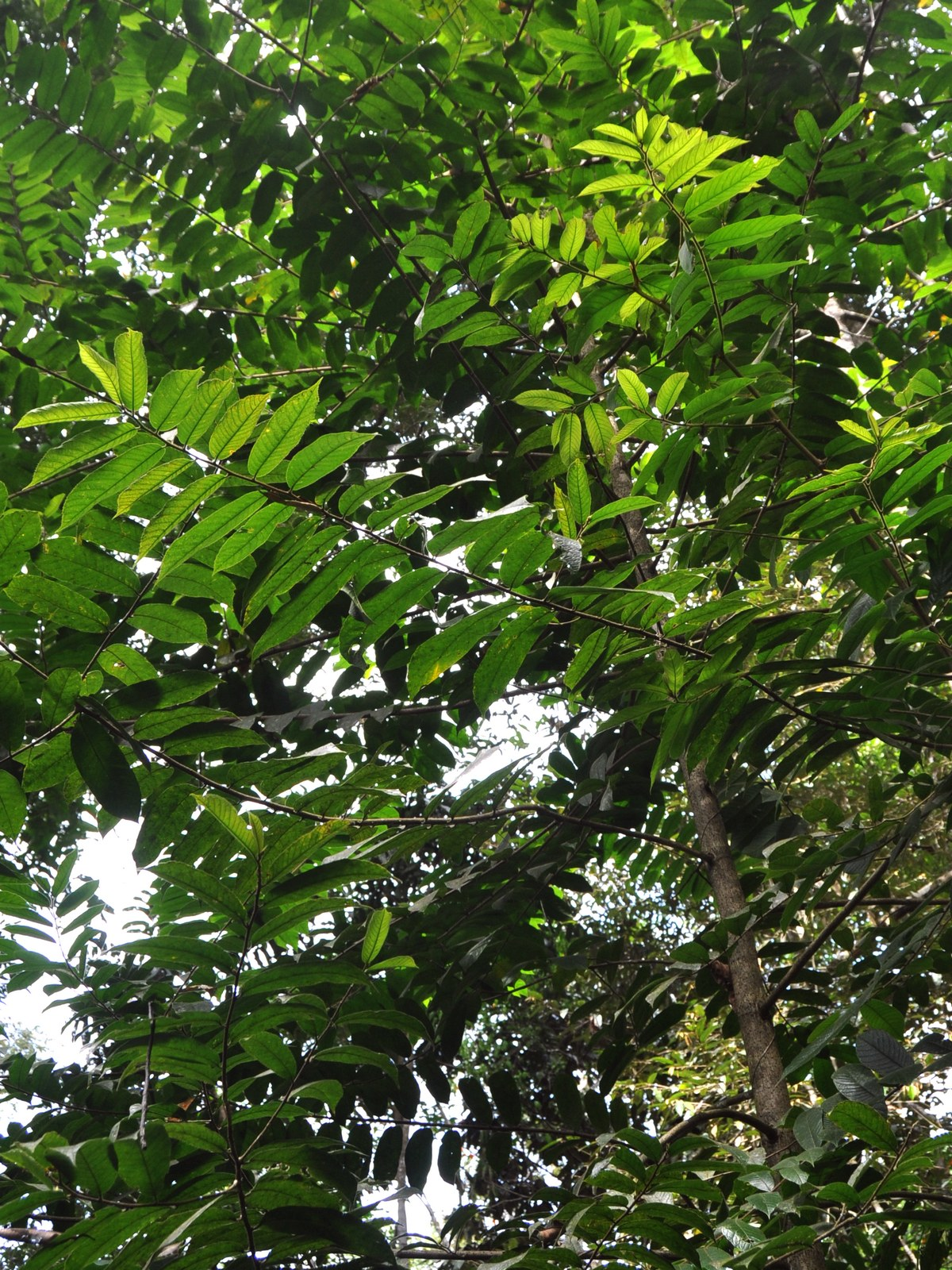
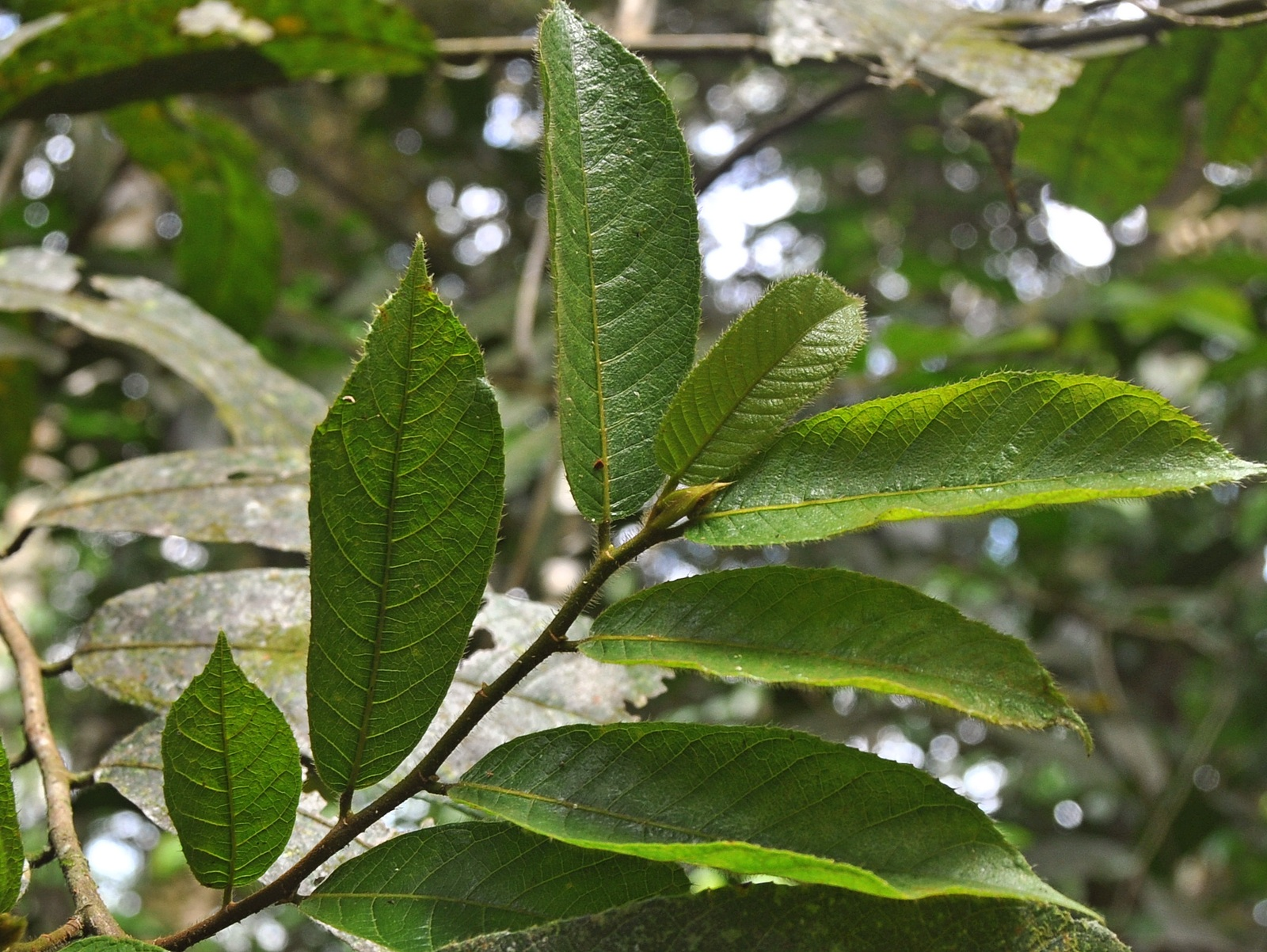
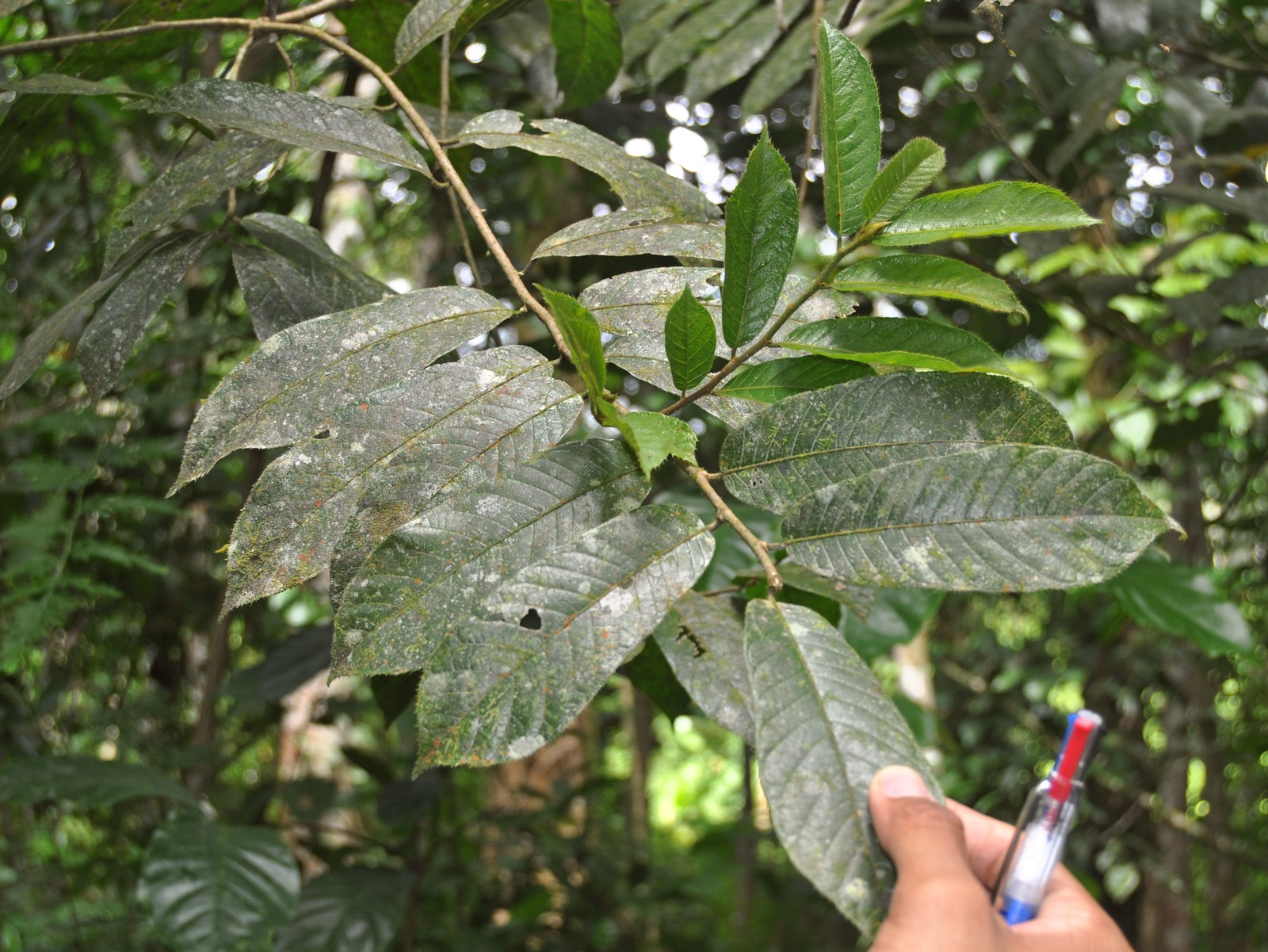
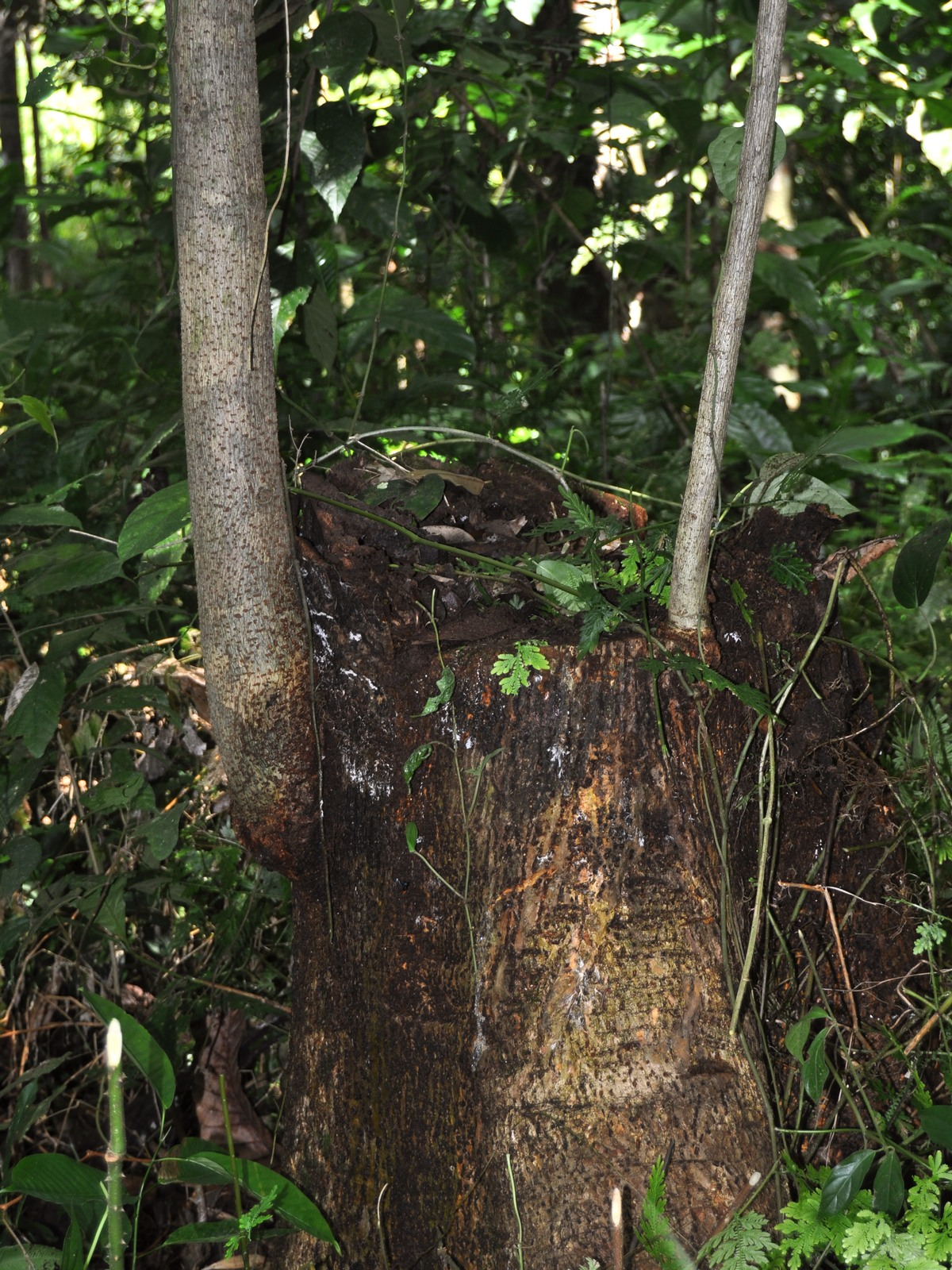
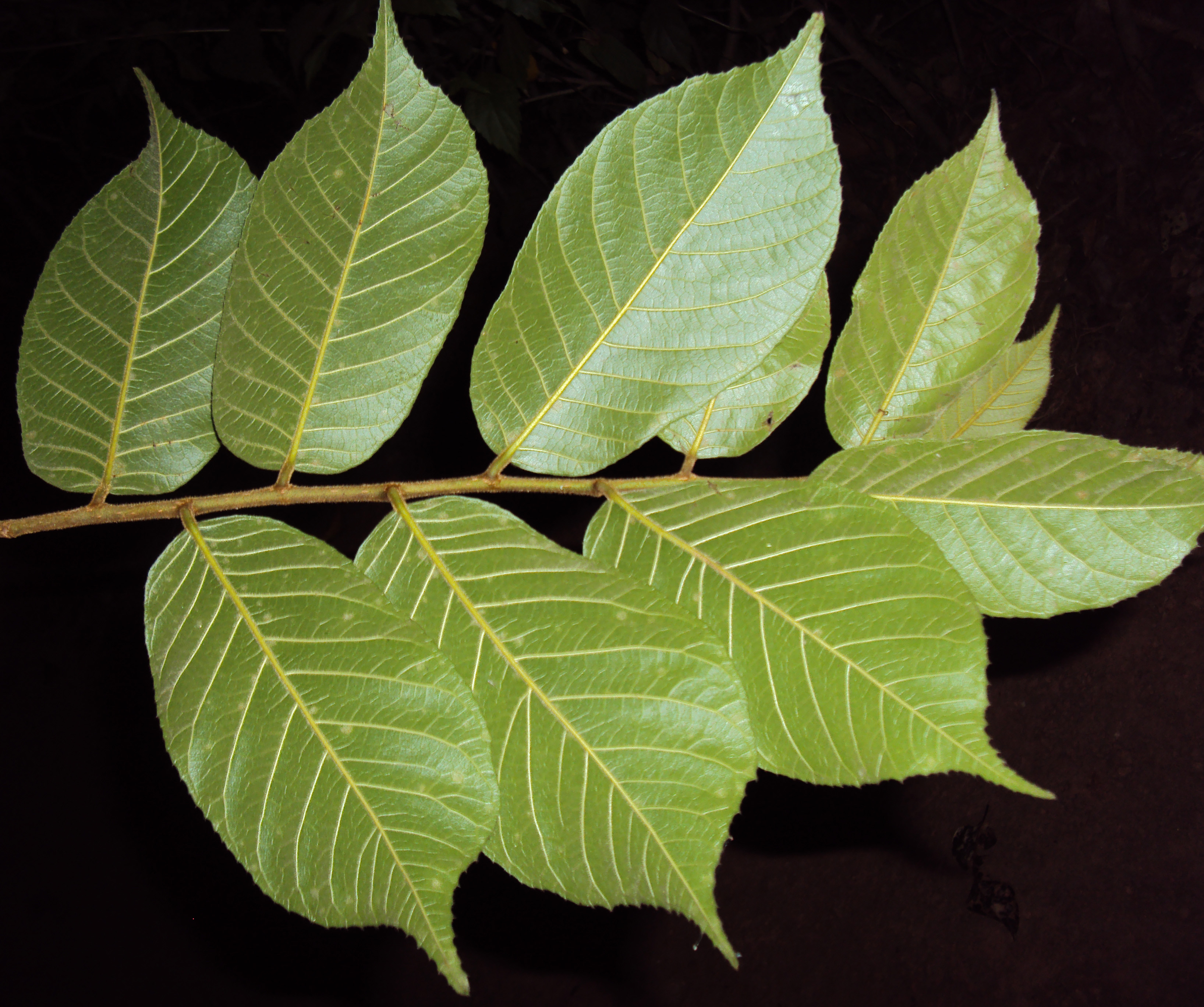
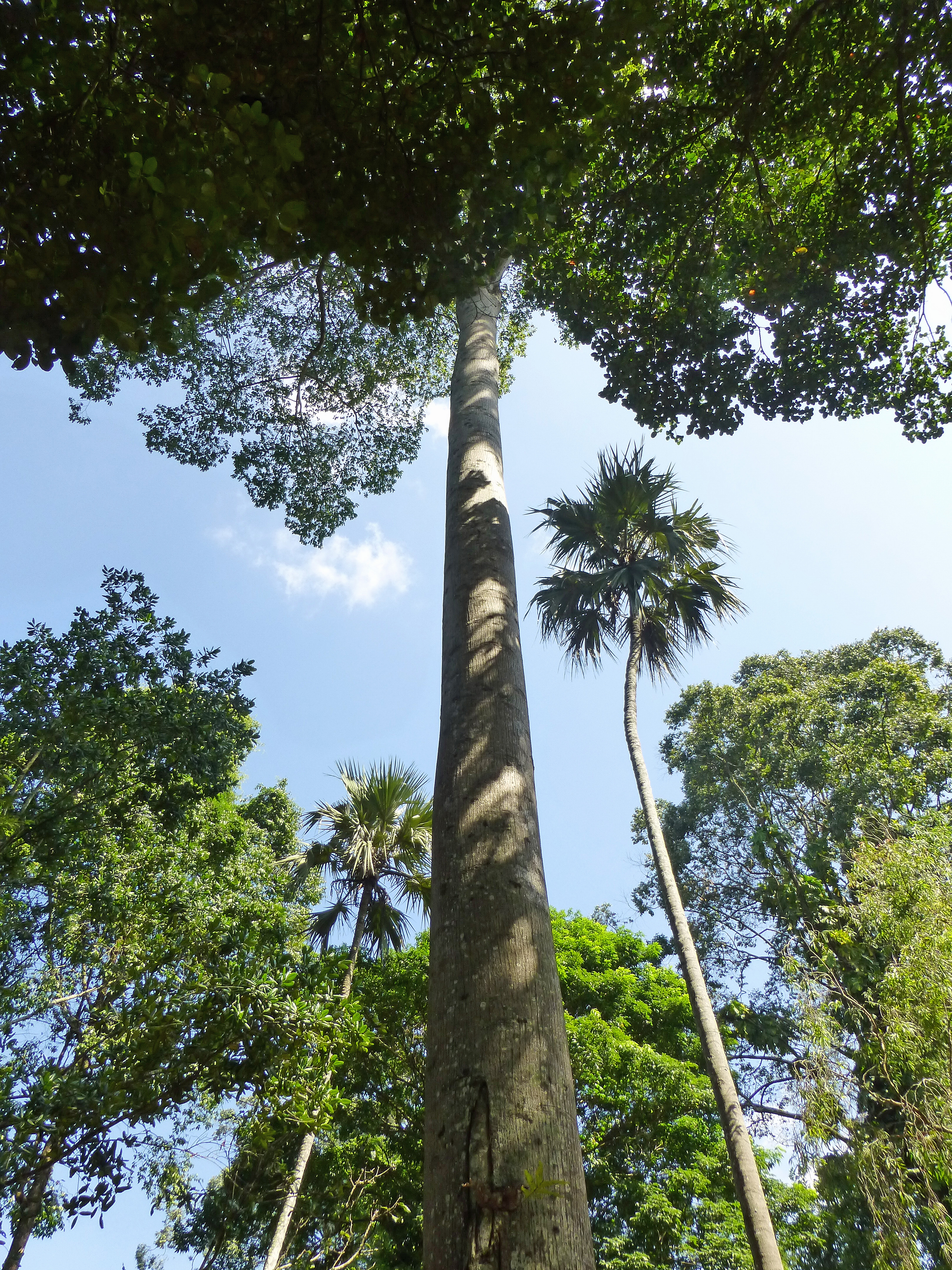